# Eman Esfandi
Eman Esfandi (Laredo, Texas, 27 de septiembre de 1997) es un actor, director y músico estadounidense. conocido por su interpretación del Jedi Ezra Bridger en la serie Ahsoka de Disney+.

## Biografía

### Primeros años
Su papel más relevante fue en la película Red 11 (2019) de Robert Rodríguez, aunque también interpretó a Ismail en  The Inspection (2022), a Barry en El método Williams (2021) y a Sam en Austin Weird (2019). Y también ha dirigido algunos cortometrajes como 120 y Pepito, ambos del 2018.
Posteriormente, llegó su participación en Ahsoka, todo un reto para él, que al igual que muchos de sus compañeros de reparto, tuvo que construir al personaje a partir del protagonista de la serie de animación.
Sin embargo, el resultado ha sido más que positivo y Esfandi ha logrado evocar al personaje tal y como lo recordábamos en Rebels, manteniendo incluso la dinámica entre Ezra y Sabine.

### Vida personal
Eman Esfandi nació en Laredo, Texas. Su madre y su padre eran inmigrantes de Ecuador e Irán, respectivamente. Tenía un título asociado en Administración de Empresas y una licenciatura en Economía de la Universidad de Texas en Austin, antes de seguir una carrera en la actuación.

## Filmografía

### Cine
| Año  | Título             | Personaje       | Notas |
| ---- | ------------------ | --------------- | ----- |
| 2019 | Red 11             | chico divertido |       |
| 2019 | Austin Weird       | Sam             |       |
| 2021 | El método Williams | Barry           |       |
| 2022 | The Inspection     | Ismail          |       |

### Televisión
| Año  | Título | Personaje    | Notas                     |
| ---- | ------ | ------------ | ------------------------- |
| 2023 | Ahsoka | Ezra Bridger | Serie limitada de Disney+ |

### Dirección
| Año  | Título | Papel     | Notas        |
| ---- | ------ | --------- | ------------ |
| 2018 | 120    | Dirección | Cortometraje |
| 2018 | Pepito | Dirección | Cortometraje |